# Ali Sidqi Azaykou
Ali Sidqi Azaykou, noto anche con lo pseudonimo di Dda Ali (in berbero Ɛli Sidqi Azayku; Tafingoult, 1924 – Rabat, 10 settembre 2004), è stato un poeta, storico e attivista berbero con cittadinanza marocchina.

## Biografia
Ali Siqdi Azaykou nacque nel 1942 a Tafingoult, un villaggio dell'Alto Atlante nei dintorni di Taroudant. Di famiglia modesta, conseguì gli studi in storia e lingue all'École pratique des hautes études di Parigi, insegnando poi storia all'Università Mohammed V di Rabat. Tra il 1969 e il 1970 si rese partecipe nell'attivismo berberista allora emergente in Marocco, divenendo membro dell'AMREC e fondando la rivista Arraten, collaborando successivamente anche con Mohamed Chafik. A metà degli anni 1970 Azaykou abbandonò l'AMREC per fondare una sua associazione. Azaykou si distinse per un più marcato attivismo politico, rivendicando l'autonomia per i berberi marocchini. Nell'aprile 1982, sotto lo pseudonimo di Ait Zulait, pubblicò un articolo intitolato Fi sabili mafhumin haqiqi lithaqafatina al-wataniyya ("Verso una reale comprensione della nostra cultura nazionale"), nel quale condannò l'arabizzazione e la percepita supremazia della lingua araba rispetto a quella berbera. A causa dell'articolo, Azaykou venne processato nel mese di luglio e incarcerato per un anno, dopo aver rifiutato di chiedere la grazia reale.

## Opere
- Timitar (1988)
- Relation de voyage du Marabout de Tasaft dans le Haut-Atlas (1992)
- Petit dictionnaire arabe/amazigh (1993)
- Izmulen (1995)
- Histoire du Maroc et ses possibles interprétations (2002)
- L'islam et les Amazighs (2002)
- Quelques exemples de toponymes marocains (2004)